# Alimmainen Kellojärvi
Alimmainen Kellojärvi och övriga i Kellojärvet är sjöar i Finland. De ligger i kommunen Suomussalmi i landskapet Kajanaland, i den nordöstra delen av landet, 600 km norr om huvudstaden Helsingfors. Alimmainen Kellojärvi ligger 253,1 meter över havet. Den är 2,05 meter djup. Arean är 67,9 hektar och strandlinjen är 4,31 kilometer lång. Sjön  ingår i Uleälvens huvudavrinningsområde. 